# Суходіл (Миколаївський район)
Суходіл (до 07.06.1946 Болгарка) — село в Україні, у Березанській селищній громаді Миколаївського району Миколаївської області. Населення становить 64 особи.